# Larche, Corrèze
Larche (okcitansko L'Archa) je naselje in občina v južnem francoskem departmaju Corrèze regije Limousin. Leta 2006 je naselje imelo 1.649 prebivalcev.

## Geografija
Kraj leži v pokrajini Limousin ob reki Vézère 11 km jugozahodno od Brive-la-Gaillarda.

## Uprava
Larche je sedež istoimenskega kantona, v katerega so poleg njegove vključene še občine Chartrier-Ferrière, Chasteaux, Cublac, Lissac-sur-Couze, Mansac, Saint-Cernin-de-Larche in Saint-Pantaléon-de-Larche z 9.788 prebivalci.
Kanton Larche je sestavni del okrožja Brive-la-Gaillarde.
1. ↑  »Populations légales 2016«. Nacionalni inštitut za statistične in gospodarske raziskave. Pridobljeno 25. aprila 2019.